# William Shatner
Pour les articles homonymes, voir Shatner.
William Shatner, né le 22 mars 1931 à Montréal (province de Québec, Canada), est un acteur, réalisateur, scénariste, chanteur, écrivain et producteur canadien.
Il est notamment connu du grand public pour son interprétation du capitaine James T. Kirk dans la série télévisée Star Trek (Patrouille du cosmos), rôle repris dans la série animée dérivée et dans les films Star Trek, Star Trek 2, Star Trek 3, Star Trek 4, Star Trek 5 (qu'il a écrit et réalisé), Star Trek 6 et Star Trek : Générations. Il est aussi connu pour son rôle du sergent « T. J. » Hooker dans la série télévisée policière Hooker.

## Biographie

### Jeunesse et formation
William Shatner nait à Côte-Saint-Luc, un quartier de l'agglomération de Montréal,. Il est le fils d'Anne (née Garmaise) et de Joseph Shatner, un concepteur de vêtements. Il a deux sœurs, Joy et Farla. Son grand-père paternel, Wolf Schattner, a anglicisé son nom de famille en « Shatner ». Ses grands-parents étaient des immigrés juifs originaires d'Autriche, de Pologne, de Hongrie et d'Ukraine. Il est élevé dans le judaïsme conservateur.
Il fréquente l'école primaire Willingdon, dans le quartier montréalais de Notre-Dame-de-Grâce, arrondissement de Côte-des-Neiges-Notre-Dame-de-Grâce, et les écoles secondaires Baron Byng et West Hill, toujours dans la même ville. C'est d'ailleurs dans ce dernier établissement que l'un des bâtiments portera plus tard son nom en son honneur. Il se fait par la suite remarquer au « Stratford Ontario Festival » (Festival de Stratford du Canada) où il a fait une interprétation shakespearienne.
Il suit des études supérieures à l'université McGill de Montréal, en étudiant l'économie au Département de Management et obtient en 1952 un Bachelor en Commerce. En juin 2011, l'université McGill lui décernera le titre honorifique de Docteur en Littérature. En mai 2018, Il reçoit également un doctorat honorifique en Littérature du New England Institute of Technology (en).

### Carrière

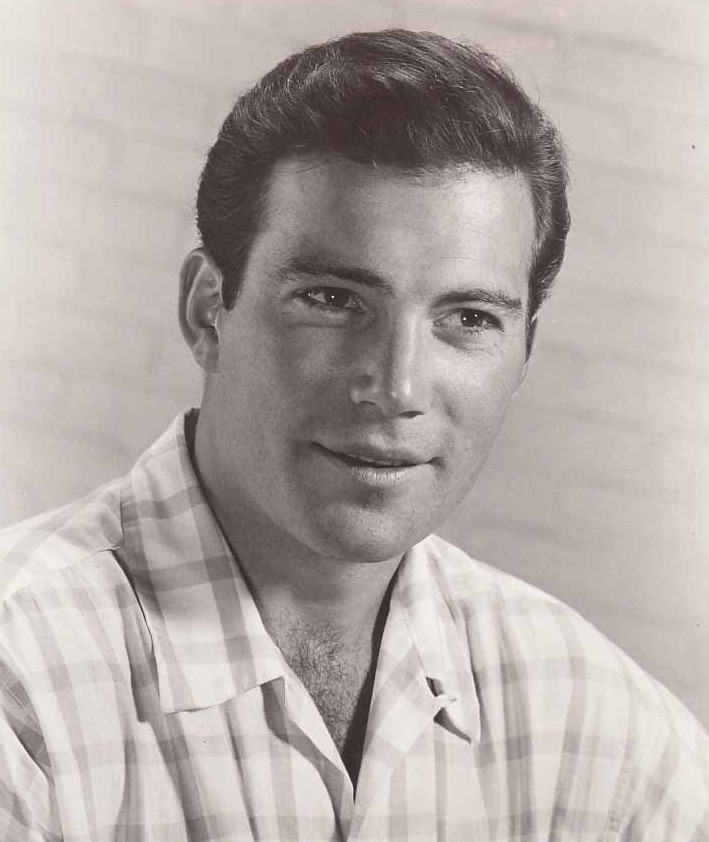
William Shatner en 1958.

William Shatner fait ses débuts à la télévision avec le personnage du ranger Bob dans la série pour enfants Howdy Doody (1954) et au cinéma dans le film Les Frères Karamazov (1958) de Richard Brooks, aux côtés notamment de Yul Brynner.
Il obtient ses premiers succès au théâtre, puis à la télévision dans des séries comme Alfred Hitchcock présente, La Quatrième Dimension, Au-delà du réel et Le Fugitif.
En 1966, il tourne pour la première fois dans un film fantastique, Incubus de Leslie Stevens, qui présente la particularité d'avoir été entièrement tourné en langue espéranto, alors que la majorité de ses acteurs et son réalisateur parlent anglais. Il s'agit d'ailleurs d'un des rares longs métrages américains à avoir été tourné dans cette langue. William Shatner, qui ne connaît pas l'espéranto (à l'instar des autres acteurs), prononce ses répliques « à la française » en raison de l'influence de cette langue durant sa jeunesse (Shatner étant né au Québec),.

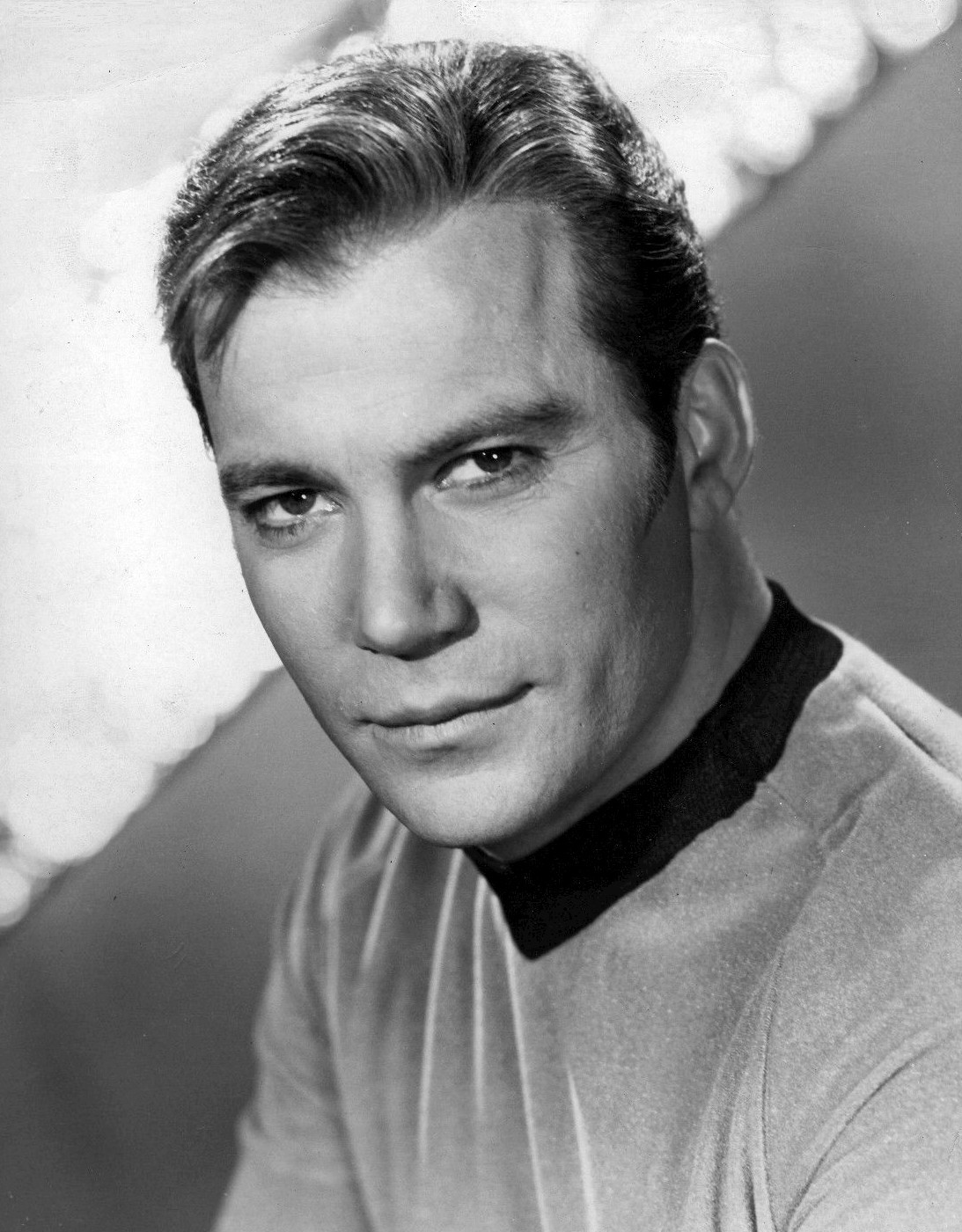
Photo publicitaire de William Shatner pour la série Star Trek.

Lors de l'épisode pilote (« The Cage ») de la série télévisée de science-fiction Star Trek (1966), le personnage du capitaine du vaisseau USS Enterprise est Christopher Pike, interprété par l'acteur Jeffrey Hunter. Quand celui-ci refuse de reprendre son rôle pour le second pilote (« Où l'homme dépasse l'homme », « Where no man has gone before »), Shatner, déjà présent dans quelques séries de science-fiction, hérite du rôle du capitaine qui est alors rebaptisé James T. Kirk. Shatner joue également dans la série le rôle du frère de Kirk, George Samuel (« La Lumière qui tue », « Operation - annihilate! »). Cette série est l'une des premières où l'on voit à l'écran un baiser entre des personnages blancs et noirs, que jouent respectivement Shatner et sa partenaire Nichelle Nichols (lieutenant Uhura).
En 1969, à la fin de la série Star Trek, l'acteur met longtemps à retrouver un rôle car on l'associe trop fortement à son personnage du capitaine Kirk. C'est après le tournage du premier film issu de cette série, Star Trek, le film (1979), qu'il sera de retour. On le retrouve à la télévision (notamment dans les séries La Côte sauvage et Hooker), ainsi qu'au théâtre et au cinéma.
Il est le héros des six premiers films issus de la série télévisée Star Trek, ainsi que du septième film, Générations (1994) qui fait la liaison entre les deux séries. Le cinquième opus, Star Trek 5 : L'Ultime Frontière (1989) est coécrit et réalisé par Shatner.
Dans ses rôles plus récents, il apparaît dans les films Osmosis Jones (2001), American Psycho 2: All American Girl (2002), Showtime (2002), Dodgeball ! Même pas mal ! (2004) et Miss FBI : Divinement armée (2005).
De 2004 à 2008, il est l'excentrique personnage de Denny Crane dans la série Boston Justice, et fait une voix dans le film d'animation Nos voisins, les hommes (2006). Pour son rôle dans Boston Justice, il remporte deux Emmy Awards et un Golden Globe.
À partir de novembre 2006, il anime l'émission télévisée Show Me the Money (en), diffusée sur ABC. Il fait également des apparitions dans les émission de la World Wrestling Entertainment (WWE) Monday Night Raw. Lors de la cérémonie du WWE Hall of Fame 2007, il intronise Jerry « the King » Lawler.
De septembre 2010 à février 2011, il est la vedette de la série $h*! My Dad Says, diffusée sur CBS.
En 2017, il prête sa voix au méchant de DC Comics Harvey Dent / Double-Face dans le film d'animation Batman vs. Double-Face.

### Vie privée

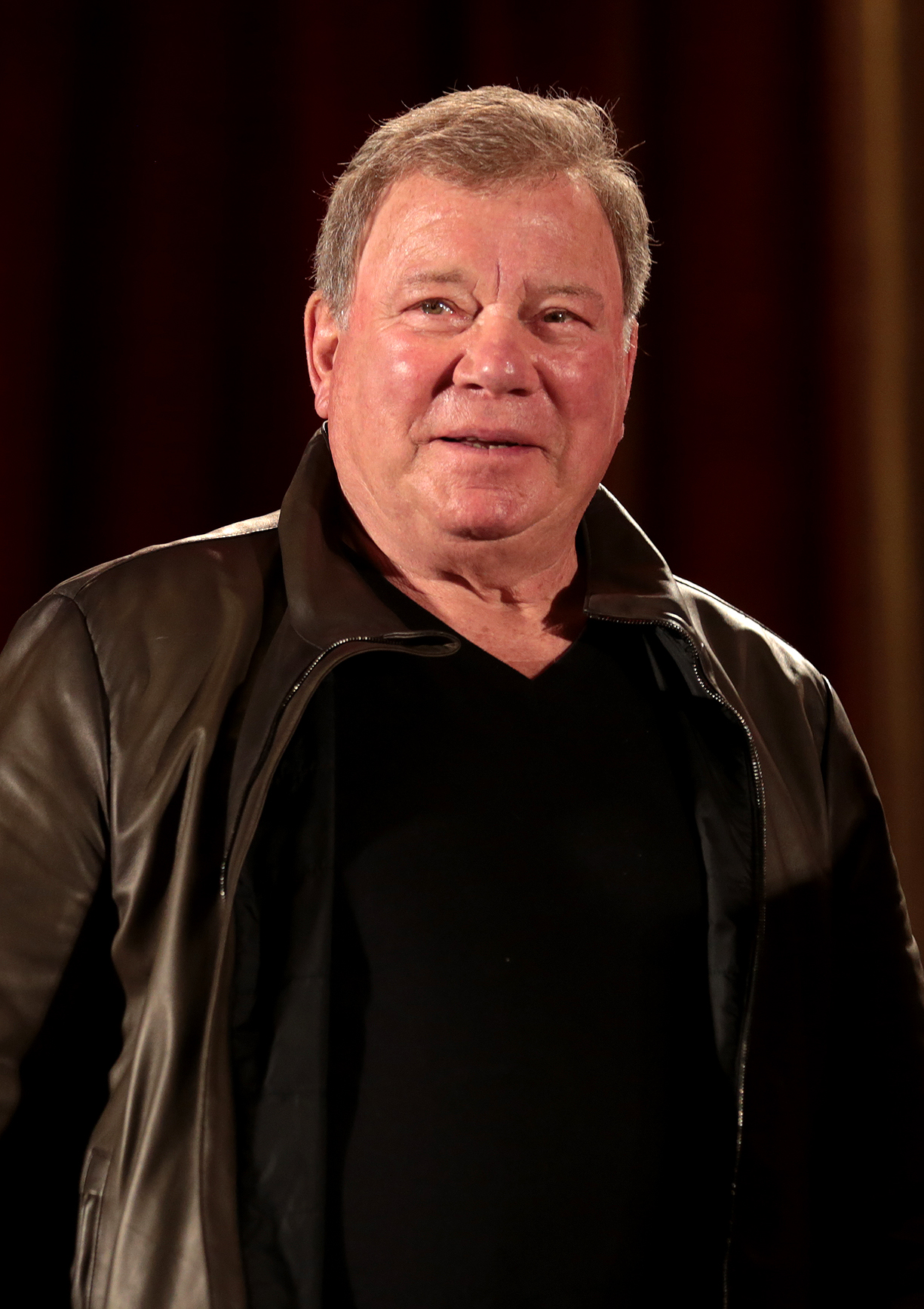
William Shatner en 2018.

William Shatner a été marié successivement avec :[réf. souhaitée]
- Gloria Rand (actrice), de 1956 à 1969 ; trois enfants : Leslie Carol (née le 31 août 1958 au Canada), Lisabeth (née le 6 juin 1961 à West Hollywood, Californie) et Mélanie (née le 1er août 1964 à Los Angeles)
- Marcy Lafferty (actrice), de 1973 à 1996
- Nerine Kidd (actrice), de 1997 à 1999
- Elizabeth Martin (entraîneuse de chevaux), de 2001 à 2020

Le capitaine James T. Kirk, le personnage qu'il incarne dans la série Star Trek, est né comme lui un 22 mars.

### Vol spatial
Le 13 octobre 2021, William Shatner participe au voyage dans l'espace à bord du véhicule spatial New Shepard de la compagnie Blue Origin fondée par Jeff Bezos. Il est accompagné de trois personnes, Chris Boshuizen, Audrey Powers et Glen de Vries.
À l'occasion de ce vol suborbital (Blue Origin NS-18), il devient à 90 ans l'homme le plus âgé dans l'espace, battant les records précédents de Wally Funk (82 ans) et John Glenn (77 ans). Il a depuis été dépassé par Ed Dwight.
À l'issue de ce vol, s'adressant à Jeff Bezos, Shatner délivre, bouleversé par la vue de la Terre depuis le vaisseau, un discours marqué par l'effet de vue d’ensemble.

## Filmographie

### Acteur

#### Cinéma

##### Années 1950
- 1951 : The Butler's Night Off de Roger Racine[12] : un escroc
- 1958 : Les Frères Karamazov de Richard Brooks : Alexeï Karamazov

##### Années 1960
- 1961 : Jeunesse tracassée (en) (The Explosive Generation) de Buzz Kulik
- 1961 : Jugement à Nuremberg (Judgment at Nuremberg) de Stanley Kramer : le capitaine Harrison Byers
- 1962 : The Intruder de Roger Corman : Adam Cramer
- 1964 : L'Outrage (The Outrage) de Martin Ritt : le pasteur
- 1965 : Incubus de Leslie Stevens : Marko
- 1968 : Rio hondo de José Briz Méndez et Gilbert Kay : Johnny Moon/Notah

##### Années 1970
- 1974 : Impulse (en) de William Grefe (en) : Matt Stone
- 1975 : La Pluie du diable (The Devil's Rain) de Robert Fuest : Mark Preston
- 1976 : Mysteries of the gods (de) (Botschaft der Götter) de Harald Reinl : le narrateur
- 1977 : L'Horrible Invasion (Kingdom of the Spiders) de John Cardos : le docteur Robert « Rack » Hansen
- 1979 : Star Trek, le film de Robert Wise : le capitaine James T. Kirk

##### Années 1980
- 1980 : L'Enlèvement du président (The Kidnapping of the President) de George Mendeluk : Jerry O'Connor
- 1982 : Star Trek 2 : La Colère de Khan de Nicholas Meyer : le capitaine James T. Kirk
- 1982 : Y a-t-il enfin un pilote dans l'avion ? de Ken Finkleman : le commandant Buck Murdock
- 1982 : Terreur à l'hôpital central de Jean-Claude Lord : Gary Baylor
- 1984 : Star Trek 3 : À la recherche de Spock de Leonard Nimoy : le capitaine James T. Kirk
- 1986 : Star Trek 4 : Retour sur Terre de Leonard Nimoy : le capitaine James T. Kirk
- 1989 : Star Trek 5 : L'Ultime Frontière de William Shatner : le capitaine James T. Kirk

##### Années 1990
- 1991 : Star Trek 6 : Terre inconnue de Nicholas Meyer : le capitaine James T. Kirk
- 1993 : Alarme fatale de Gene Quintano : le général Curtis Mortars
- 1994 : Star Trek : Générations de David Carson : le capitaine James T. Kirk
- 1996 : The Prisoner of Zenda Inc. (en) de Stefan Scaini : l'oncle Michael
- 1998 : Land of the Free (en) (Échec au complot en VF) de Jerry Jameson : Aidan Carvell
- 1998 : Free Enterprise de Robert Meyer Burnett (en) : lui-même / Bill

##### Années 2000
- 2000 : Miss Détective de Donald Petrie : Stan Fields
- 2002 : American Psycho 2: All American Girl de Morgan J. Freeman : Robert « Bobby » Starkman
- 2002 : Showtime de Tom Dey : lui-même
- 2002 : Groom Lake (en) de William Shatner : John Gossner
- 2004 : Dodgeball ! Même pas mal ! de Rawson Marshall Thurber : Dodgeball chancellor
- 2005 : Miss FBI : divinement armée de John Pasquin : Stan Fields
- 2006 : The Wild : Kazar le gnou
- 2009 : Fanboys de Kyle Newman : lui-même

##### Années 2010
- 2016 : Range 15 de Ross Patterson : Richard Chindler
- 2019 : Creators: The Past[13] de Piergiuseppe Zaia : Lord Ogmha
- 2019 : Senior Moment de Giorgio Serafini : Victor Martin
- 2019 : La Vengeance du diable de Jared Cohn : Hayes

#### Télévision

##### Années 1950
- 1954 : Howdy Doody : le ranger Bob
- 1957 : Studio One : le docteur David Coleman (5 épisodes)
- 1957 et 1960 : Alfred Hitchcock présente (2 épisodes)
- 1958 : Playhouse 90 : Jerry Paul (1 épisode)
- 1959 : NBC Sunday Showcase (en) : Thomas Gore (1 épisode)

##### Années 1960

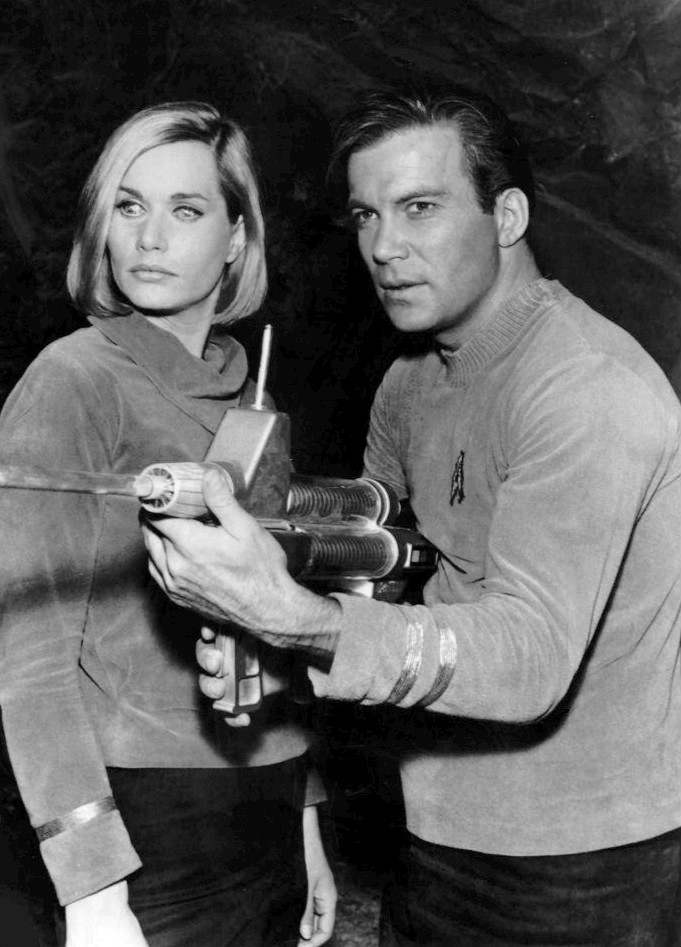
Sally Kellerman et William Shatner dans la série Star Trek en 1966.

- 1960 : Jules César (téléfilm) : Marc Antoine
- 1960 : Outlaws (en) (2 épisodes)
- 1960 : Thriller (2 épisodes)
- 1960 et 1963 : La Quatrième Dimension (2 épisodes)
- 1961-1965 : Les Accusés : l'assistant du procureur Earl Rhodes (5 épisodes)
- 1962 : Naked City (2 épisodes)
- 1963 : The Nurses (en) : Adam Courtland (2 épisodes)
- 1963 : Channing (en) : Tom (1 épisode)
- 1963 : Route 66 : Manomsha Faxon
- 1964 : Au-delà du réel (saison 2, épisode 2)
- 1964 : Des agents très spéciaux : Michael Donfiel (1 épisode)
- 1965 : For the people (en) : David Kostner
- 1965 : Le Fugitif : Tony Burrell (1 épisode)
- 1965-1969 : Le Virginien : Henry Swann (2 épisodes)
- 1966 : Gunsmoke : Fred Bateman (1 épisode)
- 1966-1969: Star Trek : le capitaine James T. Kirk (79 épisodes)

##### Années 1970
- 1972 : The Hound of the Baskervilles : George Stapleton
- 1972 : Le Sixième Sens : Edwin Danburry (1 épisode)
- 1972 : Hawaï police d'État : Sam Tolliver (1 épisode)
- 1972 : Mission Impossible : Joseph Conrad (2 épisodes)
- 1973 : Mannix : Adam Langer (1 épisode)
- 1973-1974 : Star Trek (série animée) : le capitaine James T. Kirk (16 épisodes)
- 1973 : The Horror at 37,000 Feet : Paul Kovalik
- 1974 : L'Homme qui valait trois milliards (« Le Mal de l'espace », Burning Bright)
- 1974 : Kung Fu (1 épisode)
- 1976 : Columbo (saison 6, épisode 1 « Deux en un ») : Ward Fowler
- 1978 : Les Quatre Filles du docteur March : le professeur Friedrich Bhaer

##### Années 1980
- 1982 : Police Squad (« L'alibi Coupable » ; générique uniquement)
- 1982-1986 : Hooker (90 épisodes)

##### Années 1990
- 1993 : Columbo (saison 12, épisode 2 « Face à face ») : Fielding Chase
- 1994 : SeaQuest, police des mers (saison 1, épisode 18 « Le dictateur »)
- 1994 : Coulisses d'un meurtre : Alex Bodosh
- 1996 : Le Prince de Bel-Air : lui-même (1 épisode)
- 1999 : Les mystères de la bibliothèque de Raymond Thompson : le narrateur[14]
- 1999 : Troisième planète après le Soleil : l'énorme cerveau central

##### Années 2000
- 2001 : La Traque sans répit : Phelps
- 2003 : Le Cadeau de Carole : l'esprit du Noël
- 2004-2008 : Boston Justice : Denny Crane

##### Années 2010
- 2010 : $h*! My Dad Says : le docteur Edison Milford « Ed » Goodson III
- 2011 : Psych : Enquêteur malgré lui : Frank O'Hara (le père de Juliet) (saison 6)
- 2012 : Weird or what (en) : lui-même
- 2015 : Les enquêtes de Murdoch (saison 9) : Mark Twain
- 2015 : Haven (saison 5) : Croatoan
- 2015 : Juste à temps pour Noël de Sean McNamara : le coach
- 2016 : Les Obstacles de la vie (A Sunday Horse) : Kenneth Roubidoux
- 2017 : Private Eyes (saison 2) : Norm Glinski
- 2017 : My Little Pony : Les amies, c'est magique (saison 7, épisode 13) : Grand Pear (voix)
- 2019 : The Big Bang Theory (saison 12, épisode 16) : lui-même

### Réalisateur
- 1983-1986 : Hooker (8 épisodes)
- 1989 : Star Trek 5 : L'Ultime Frontière
- 1993 : Kung Fu, la légende continue (1 épisode)
- 1994 : TekWar, téléfilm
- 1994-1996 : TekWar (série télévisée) (3 épisodes)
- 1997 : Expériences interdites (Perversions of Sciences) série télévisée
- 2002 : Groom Lake (en)

### Scénariste
- 1961 : Échec et mat (série télévisée), (1 épisode)
- 1989 : Star Trek 5 : L'Ultime Frontière
- 1994-1995 : TekWar (plusieurs épisodes de la série télévisée)
- 2002 : Groom Lake (en)
- 2007 : Fire Serpent (téléfilm)

## Romancier

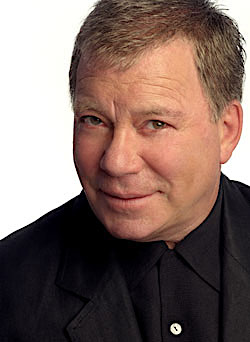
William Shatner en 2005.

William Shatner a écrit plusieurs ouvrages de la série Star Trek, publiés en version française aux éditions Fleuve noir. Il a également écrit ses « mémoires » et réflexions sur Star Trek dans le livre Star Trek Memories (en).
Il est également le créateur de TekWar : série de romans, comics, puis adaptation télévisée et en jeu vidéo, avec William Shatner's TekWar.
Il a préfacé l'ouvrage de photographie de Robert Vavra (en), Les Chevaux du soleil.

## Discographie
William Shatner a sorti plusieurs albums de musique, dont The Transformed Man chez Universal en 1968 et Has been chez Sony en 2004.
- 1968 : The Transformed Man ;
- 1998 : Spaced Out: The Very Best of Leonard Nimoy and William Shatner ;
- 2004 : Has Been (en) (avec Joe Jackson, Aimee Mann, Adrian Belew) ;
- 2011 : Seeking Major Tom (en) (avec Ritchie Blackmore, Patrick Moraz, Steve Miller, Peter Frampton, John Wetton, Steve Howe, Steve Hillage, Alan Parsons, etc.) ;
- 2013 : Ponder the Mystery (en).

## Publicité
Willam Shatner apparaît dans une publicité pour le jeu World of Warcraft, où il joue un chaman.
Au début des années 1980, il était déjà apparu dans des publicités papier ou télévisées pour le VIC-20 de Commodore.

## Distinctions

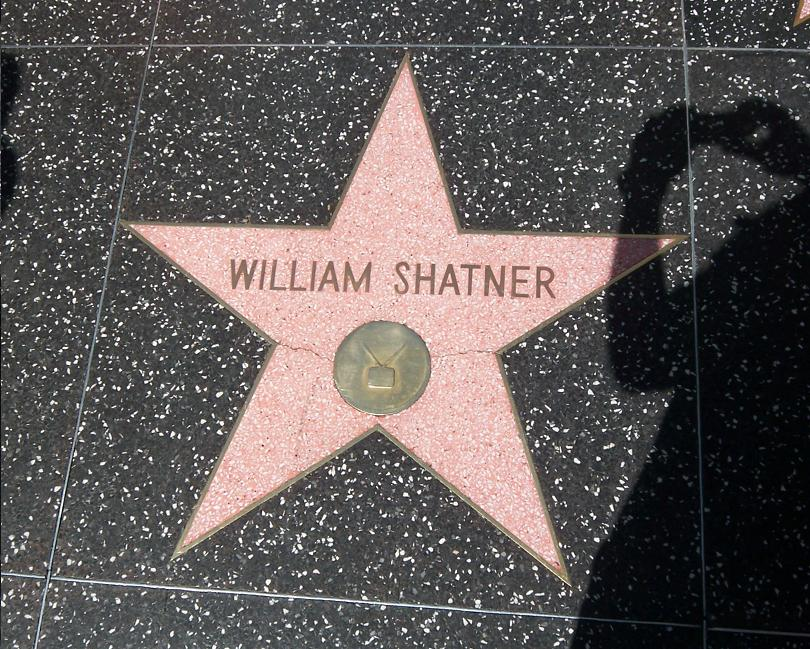
Étoile de William Shatner sur le Hollywood Walk of Fame.

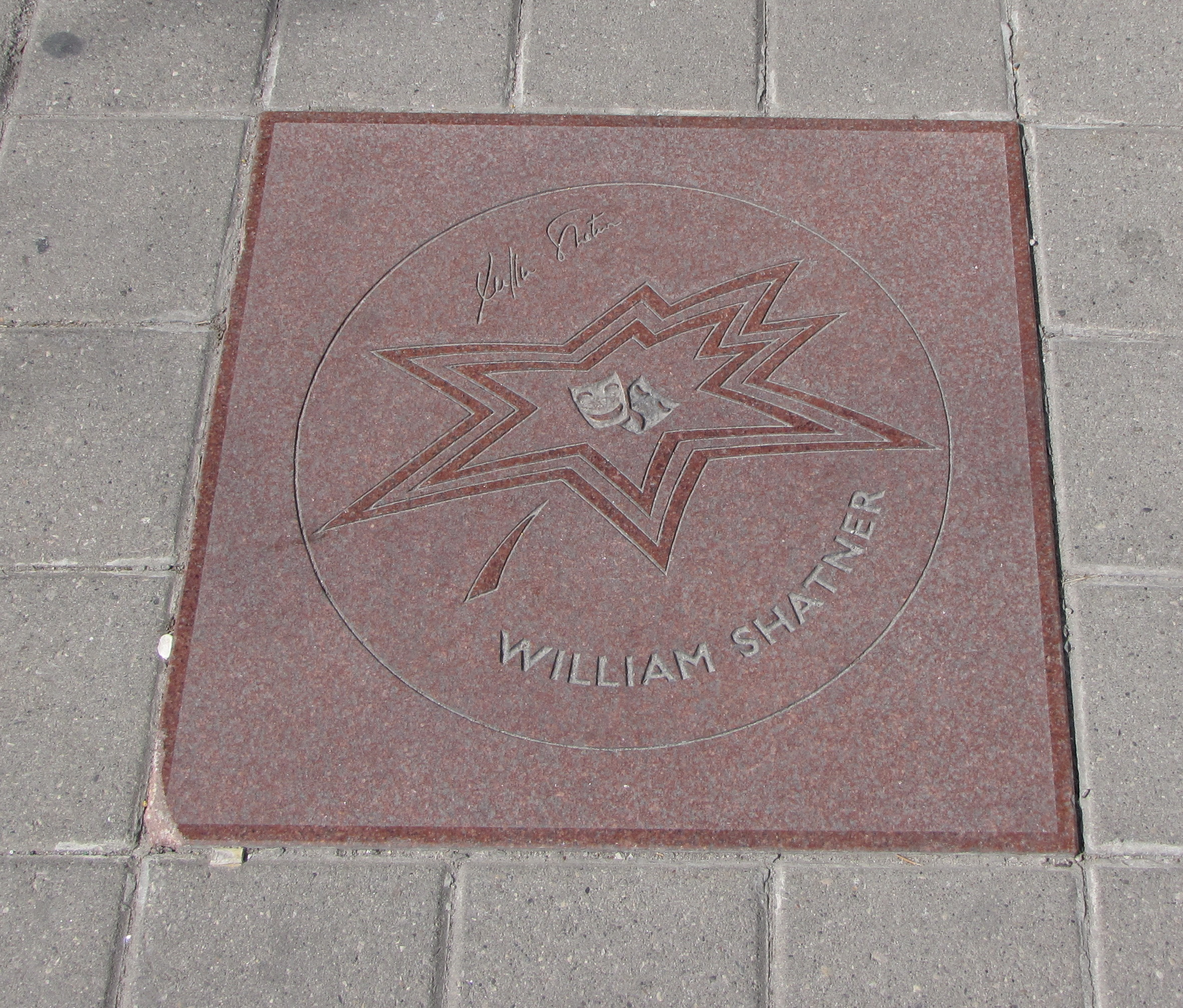
Étoile de William Shatner sur l’Allée des célébrités canadiennes (Canada's Walk of Fame).

### Récompenses
Saturn Awards :
- 1980 : Saturn Award pour l'ensemble de sa carrière.
- 1983 : Saturn Award du meilleur acteur pour Star Trek 2 : La Colère de Khan
- 2016 : Saturn Award du meilleur artiste invité pour Haven

Golden Globes :
- 2001 : Meilleur acteur invité dans une mini-série pour The Practice : Bobby Donnell et Associés
- 2005 : Meilleur acteur dans une mini-série pour Boston Justice

Primetime Emmy Awards :
- 2005 : Meilleur acteur dans une mini-série pour Boston Justice
- 2009 : Meilleur acteur dans une mini-série pour Boston Justice

Razzie Awards 1990 :
- Pire réalisateur pour Star Trek 5 : L'Ultime Frontière
- Pire acteur pour Star Trek 5 : L'Ultime Frontière

### Nominations
Saturn Awards :
- 1978 : Meilleur acteur pour L'Horrible Invasion
- 1980 : Meilleur acteur pour Star Trek, le film
- 1985 : Meilleur acteur pour Star Trek 3 : À la recherche de Spock
- 1987 : Meilleur acteur pour Star Trek 4 : Retour sur Terre

Screen Actors Guild Awards :
- 2006 : Meilleur acteur dans une série comique pour Boston Justice
- 2006 : Meilleure distribution pour une série comique pour Boston Justice, partagé avec René Auberjonois, Ryan Michelle Bathe (en), Candice Bergen, Julie Bowen, Justin Mentell, Rhona Mitra, Monica Potter, James Spader et Mark Valley
- 2007 : Meilleure distribution pour une série comique pour Boston Justice
- 2008 : Meilleure distribution pour une série comique pour Boston Justice
- 2009 : Meilleure distribution pour une série comique pour Boston Justice
- 2009 : Meilleur acteur dans une série comique pour Boston Justice

Razzie Awards :
- 1990 : Pire scénariste pour Star Trek 5 : L'Ultime Frontière, partagé avec David Loughery et Harve Bennett.
- 1995 : Pire acteur dans un second rôle pour Star Trek : Générations
- 2000 : Pire acteur du siècle pour Star Trek, le film, Star Trek 2 : La Colère de Khan, Star Trek 3 : À la recherche de Spock, Star Trek 4 : Retour sur Terre et Star Trek 5 : L'Ultime Frontière

Autres nominations :
- Canadian Comedy Awards (en) 2001 : Meilleure performance masculine assez drôle pour Miss Détective
- Annie Awards 2001 : Meilleure voix dans un film d'animation pour Osmosis Jones
- Satellite Awards 2005 : Meilleur acteur dans une mini-série pour Boston Justice
- Golden Globes 2008 : Meilleur acteur dans une mini-série pour Boston Justice
- Festival de Monte-Carlo 2009 : meilleur acteur dans une série dramatique pour Boston Justice

### Hommages
- Le 1er février 2010, William Shatner est le Guest Host (invité spécial) de la WWE Monday Night Raw et obtient le Slammy Award du « Guest Host » de l'année 2010.
- Le 2 juin 2011, il se voit décerner un doctorat honoris causa par l'université McGill[16], mais rate la cérémonie de collation des grades[17]. À la suite d'un référendum tenu auprès des étudiants, un pavillon de l'université — le « University Centre » — porte son nom en son honneur, mais de façon non officielle. Les étudiants et les professeurs utilisent d'ailleurs cette appellation pour désigner le bâtiment.[réf. souhaitée]
- En 2017, il participe aux festivités liées au 375e anniversaire de Montréal, sa ville de naissance[18].

### Décoration
- 2019 : officier de l'Ordre du Canada, décerné par Julie Payette[19].

## Voix francophones
La série Star Trek (Patrouille du cosmos) n'ayant pas de doublage français mais un doublage québécois, William Shatner y est doublé par Yvon Thiboutot. À noter que ce dernier le retrouve en 1993 dans Alarme fatale. Dans les six premiers films Star Trek, William Shatner est doublé par Sady Rebbot, qui est également sa voix dans Y a-t-il enfin un pilote dans l'avion ?. Il est remplacé par Bernard Bollet dans le second doublage de Star Trek, le film. Enfin, Denis Savignat le double dans Star Trek : Générations et par Frédéric Cerdal dans Star Trek: Deep Space Nine.
Marc de Georgi double William Shatner en 1975 dans La Pluie du diable et en 1977 dans L'Horrible Invasion, tandis qu'entre les années 1950 et les années 1990, il est doublé à titre exceptionnel par Hubert Noël dans Les Frères Karamazov et Jean Fontaine dans Jugement à Nuremberg, Bernard Woringer dans Columbo : Deux en un, Pierre Hatet dans Terreur à l'hôpital central, Richard Darbois dans Hooker, Serge Sauvion dans L'Homme qui valait trois milliards, Patrick Burgel dans Derrick contre Superman, Michel Bedetti dans Coulisses d'un meurtre et par Patrick Floersheim dans Columbo : Face-à-face.
De 1999 à 2011, Bernard Tiphaine le double dans Troisième planète après le Soleil, The Practice : Bobby Donnell et Associés, Boston Justice, Fanboys et Psych : Enquêteur malgré lui. De 2000 à 2005, Jean-Bernard Guillard le double dans Miss Détective, Osmosis Jones, Showtime et Miss FBI : Divinement armée. Richard Darbois le retrouve en 2003 dans Le Cadeau de Carole tandis qu'Emmanuel Jacomy le double en 2015 dans Haven.

## Dans la culture populaire

### Cinéma
- Dans La Nuit des masques (1978) de John Carpenter, le tueur (Michael Myers) porte un masque de William Shatner en capitaine Kirk peint en blanc.
- Dans Fight Club (1999) de David Fincher, le narrateur (Edward Norton) affirme qu'il choisirait le capitaine Kirk pour se battre contre lui.

### Télévision
- Dans la série Animaniacs (saison 1, épisode 60), William Shatner est parodié sous le nom de « Willie Slackmer » dans le segment « Karaoké pas O.K. ».
- Il apparaît dans la série South Park, dans l'épisode « Poisson sanglant »
- Dans un des épisodes de la série Les Simpson (« Simpson Horror Show X »), l'un des personnages utilise une arme qui n'a servi que « pour empêcher William Shatner de faire un autre film ».
- Il apparaît également dans l'épisode 11 de la saison 4 de la série Futurama (« Where No Fan Has Gone Before ») aux côtés des autres membres de la série Star Trek originale.